# 아달베르트 슈나이더

## 대략적인 정보
아달베르트 슈나이더는 1904년 독일에서 태어났다. 17세 때 해군에 들어갔으며, 독일 제국 패망 이후에도 그는 해군에 남아서 일한 장교들 가운데 하나였다.
그는 여러 군함을 거치면서 경험을 쌓은 후 37세 때 전함 비스마르크에 승선해 라이뉘붕 작전에 참가했지만,
라이뉘붕 작전의 결과로 결국 비스마르크 추격전에서 비스마르크가 침몰하면서 슈나이더도 사망하고 만다.

## 덴마크 해협 해전
라인 연습 작전에서, 그는 전함 비스마르크의 포술부 장교로 근무 중이었다.
비스마르크가 덴마크 해협을 통과할 때, 영국 군함 2척으로부터 사격을 당했지만 루첸스 제독이 응사하라고 명령을 내리지 않자, 명령을 기다리고 있던 슈나이더는 함교로 가서 묻는다.
"발포 허가를 요청합니다."
이에 가만히 있던 함장 에른스트 린데만 대령이 대답했다.
"내 배에 포탄이 떨어지는 걸 보고만 있을 수는 없다. 발포하라!"
슈나이더는 린데만 함장과 함께 후드를 격침시키는 데 일조한다.

## 비스마르크 추격전
비스마르크가 영국 함대에 의해 격침되기 하루 전, 아달베르트 슈나이더는 에른스트 린데만 함장으로부터 철십자 훈장을 수여받는다.
다음 날 아침, 비스마르크는 88분 동안 영국 함대와 최후의 격전을 벌였고,
전투 도중 사령탑에 포탄 여러 발이 한꺼번에 맞으면서 아달베르트 슈나이더 소령도 그곳에 있던 27명의 지휘관들과 함께 그곳에서 전사하였다.